# Spokon
Spokon (スポコン, supōkon) é um sub-gênero de anime e mangá com história relacionada com esportes como futebol, corrida, etc. Alguns exemplos famosos de animes deste gênero estão Captain Tsubasa, Speed Racer, The Prince of Tennis e Slam Dunk.
O primeiro mangá Spokon foi Star of the Giants (1966) de Ikki Kajiwara.

## Características
Os animed e mangás do gênero Spokon geralmente tem como foco principal um esporte se variando por história. Os protagonistas destes animes geralmente são jovens de faixas escolares que sonham ou praticam um determinado esporte na tentativa de querer ser um grande jogador. É possível encontrar elementos de ficção científica e fantasia em alguns títulos deste gênero podendo ou não apresentar poderes mágicos ligados ao esporte. Em alguns pontos também surge um rival do qual frequentemente desafia o personagem durante a história. É possível também haver campeonatos e também jornadas quase sempre estimulando amizades entre os protagonistas dos animes.

## Exemplos desse gênero
Obs.: Entre parenteses os esportes praticados nos animes.
- Attack No. 1 (Voleibol)
- Beyblade (Pião)
- Captain Tsubasa (Futebol)
- Eyeshield 21 (Futebol americano)
- Haikyū!! (Voleibol)
- Hikaru no Go (Go)
- Inazuma Eleven (Futebol)
- Kinnikuman Nisei (Luta livre)
- Kuroko no Basket (Basquete)
- Slam Dunk (Basquete)
- Speed Racer (Corrida)
- The Prince of Tennis (Tênis)
- Yu-Gi-Oh! (Cartas)